# خالد عاشور
خالد عاشور (انگلیسی: Khaled Achour؛ زادهٔ ۱۱ اوت ۱۹۵۵) بازیکن هندبال اهل تونس بود.